# Беной (Шатойский район)
Бено́й (чечен. Бена) — село в Шатойском районе Чеченской Республики. Входит в состав Асланбек-Шериповского сельского поселения.

## География
Село расположено на левом берегу реки Ханикале, в 8 км к юго-востоку от районного центра Шатой.
Ближайшие населённые пункты: на севере — село Асланбек-Шерипово, на северо-западе — Юкерч-Келой, на юго-востоке — сёла Хал-Килой и Шаро-Аргун, на востоке — село Мусолт-Аул, на западе — село Дегесты. К западу находились: Диха-Исти, хутор Гульси/

## Население
| 1990 | 2002 | 2010 |
| ---- | ---- | ---- |
| 293  | ↗310 | ↗432 |